# Wojciech Łubieński (kasztelan sieradzki)

Herb Pomian

Jan Wojciech Łubieński herbu Pomian (ur. 1610, zm. 1653) – kasztelan sieradzki.
Syn Jana (1569-1617), pisarza grodzkiego sieradzkiego i Zofii Wyleżyńskiej (1592-1648). Matka pieczętowała się herbem Trzaska.
Poślubił Teofilę Górską herbu Nałęcz, córkę Andrzeja Górskiego, podskarbiego nadwornego koronnego, kasztelana halickiego, kamienieckiego i wojewody mazowieckiego. Z małżeństwa urodziło się pięć córek i trzech synów, m.in. Maciej (zm. 1704), starosta wąglczewski.
Był pradziadem Floriana, wojewody poznańskiego.
Początkowo stolnik sieradzki, następnie deputat 1643 oraz chorąży większy sieradzki 1646. Pełnił obowiązki starosty przedeckiego 1649. Urząd kasztelana sieradzkiego sprawował w latach 1649-1653.
Jako poseł na sejm konwokacyjny 1648 roku z województwa sieradzkiego był członkiem konfederacji generalnej zawiązanej 31 lipca 1648 roku.